# Bitwa pod Grochowem
Bitwa pod Grochowem – starcie zbrojne, które miało miejsce 26 kwietnia 1809 roku podczas wojny polsko-austriackiej, stanowiącej część zmagań wchodzących w skład wojen napoleońskich (V koalicja antyfrancuska).
Bitwa stoczona została przez oddziały gen. Michała Sokolnickiego podczas prowadzonego rozpoznania, z oddziałami austriackich huzarów, piechoty i artylerii.
Wycofując się z Warszawy książę Józef Poniatowski zostawił w umocnionej Pradze 600 żołnierzy, a sam z resztą sił wycofał się do Modlina. Arcyksiążę Ferdynand d'Este po zajęciu Warszawy wysłał na prawy brzeg Wisły część sił pod wodzą generała Mohra (5 baonów i 6 szwadronów – łącznie 5000 żołnierzy). Grupa ta przeprawiła się przez rzekę koło Karczewa, a jej straż przednia zbliżyła się do Pragi 24 kwietnia. Następnego dnia Austriacy rozpoczęli oblężenie praskiego garnizonu.
Poniatowski rozkazał generałowi Sokolnickiemu (12 pułk piechoty, 2 pułk ułanów i 2 działa) ruszyć z Modlina przez Jabłonnę do Karczewa. Sokolnicki opuścił Modlin rankiem 26 kwietnia, docierając do lasów tarchomińskich. Tam rozpoznał oddziały austriackie uczestniczące w oblężeniu Pragi i postanowił zaatakować je z dwóch stron. W stronę Kawęczyna wysłał podpułkownika Fredrę (1 szwadron i 2 kompanie), a z resztą sił około godziny 17:00 natarł na znajdujących się w Bródnie i Targówku huzarów austriackich.
W czasie gdy 2 pułk ułanów odrzucił 3 szwadrony huzarów, 12 pułk piechoty pobił jeden z austriackich batalionów. Następnie 12 pułk piechoty zdobył Grochów, którego bronił inny austriacki batalion wsparty przez artylerię. Sokolnicki ścigał uciekających Austriaków do Gocławia i Wawra, gdzie pojawiły się pozostałe oddziały z grupy Mohra. Ze względu na zbyt wielką przewagę nieprzyjaciela Sokolnicki 27 kwietnia wycofał się do Białołęki.
Polacy stracili w bitwie 15 zabitych i 80 rannych, natomiast Austriacy – około 100 zabitych, kilkuset rannych i 300 jeńców.